# تپه لوشط
تپه لوشط مربوط به دوره نوسنگی - عصر مس - دوره سلجوقیان است و در شهرستان بروجرد، بخش مرکزی، دهستان شیروان، ۷۰۰ متری جنوب شرق روستای بزازنا واقع شده و این اثر در تاریخ ۲۸ اسفند ۱۳۸۵ با شمارهٔ ثبت ۱۸۳۵۴ به‌عنوان یکی از آثار ملی ایران به ثبت رسیده است.